# Khúc côn cầu dưới nước tại Đại hội Thể thao Đông Nam Á 2019
Khúc côn cầu dưới nước là một trong những môn thể thao được tranh tài tại Đại hội Thể thao Đông Nam Á 2019 ở Philippines, tại Trung tâm thể thao Vermosa ở Imus, Cavite.  Bộ môn dành cho nam và nữ, cụ thể là 4 đấu 4 và 6 đấu 6. Đây là sự kiện quan trọng trong việc môn thể thao của Malaysia được tổ chức trong một Đại hội thể thao quốc tế mà Malaysia không làm chủ nhà.

## Các quốc gia tham gia
- Indonesia
- Malaysia
- Philippines
- Singapore

## Huy chương

### Bảng tổng sắp huy chương
| Hạng               | Đoàn               | Vàng | Bạc | Đồng | Tổng số |
| ------------------ | ------------------ | ---- | --- | ---- | ------- |
| 1                  | Singapore (SGP)    | 4    | 0   | 0    | 4       |
| 2                  | Philippines (PHI)  | 0    | 3   | 1    | 4       |
| 3                  | Indonesia (INA)    | 0    | 1   | 3    | 4       |
| Tổng số (3 đơn vị) | Tổng số (3 đơn vị) | 4    | 4   | 4    | 12      |

### Vận động viên giành huy chương
| Nam 4x4 | Singapore (SGP) · Jonathan Chan · Marcus Chua · Kok Kiat Han · Kerby Kwan · Vincent Law · Simon Lee · Lim Wee Lit · Rudy Kurniawan Lin · Liu Dongliang · Lucas Ong · Twang Jia Ye · Samuel Wong  | Philippines (PHI) · Roy Aldous Arayata · Jonathan Bejar · Alexander Colet · Ramon Jorge · Cesar Marasigan III · Ricardo Tobias Papa · Reynaldo Paras · Jasper Parulan · Christopher Policarpo · David Quiec · Kelvin Tan · Francis Robert Yanga | Indonesia (INA) · Andhika Dariano · Andreas Yufan · Anthony Lemanwono · Christopher Lemanwono · Fariz Meghadito · Ferdinand Sabandar · Guntur Putera · Hadi Hidayat · Petrol Kambey · Ronald Susantio · Steven Thenedy · Teddy Muhammad         |  |  |  |
| Nam 6x6 | Singapore (SGP) · Jonathan Chan · Marcus Chua · Kok Kiat Han · Kerby Kwan · Vincent Law · Simon Lee · Lim Wee Lit · Rudy Kurniawan Lin · Liu Dongliang · Lucas Ong · Twang Jia Ye · Samuel Wong  | Indonesia (INA) · Andhika Dariano · Andreas Yufan · Anthony Lemanwono · Christopher Lemanwono · Fariz Meghadito · Ferdinand Sabandar · Guntur Putera · Hadi Hidayat · Petrol Kambey · Ronald Susantio · Steven Thenedy · Teddy Muhammad         | Philippines (PHI) · Roy Aldous Arayata · Jonathan Bejar · Alexander Colet · Ramon Jorge · Cesar Marasigan III · Ricardo Tobias Papa · Reynaldo Paras · Jasper Parulan · Christopher Policarpo · David Quiec · Kelvin Tan · Francis Robert Yanga |  |  |  |
|         | | | |  |  |  |
| Nữ 4x4  | Singapore (SGP) · Priscilla Ang · Cheoh Pin · Alice Chong · Chua Yi Ying · Lee Chi Kuen · Roeswita Leono Liaw · Lim Pei Ching · Celine Lim · Ena Ng · Beverley Ong · Sheena Soh · Christina Tham | Philippines (PHI) · Jelyn Baldonado · Nandja Buenafe · Ivy Canlas · Jacklyn Joyce Chua · Mary Bridget Josef · JV Christabelle Lim · JV Kristine Lim · Karen Anne Naguit · Chari May Ongyanco · Maria Ines Templo · Johanna Uy · Micheline Uy    | Indonesia (INA) · Annisa Fabiola · Aulia Effendi · Carmelita Waluyo · Cyntia Kinasih · Geraldine Sahetapy · Josephine Suryanto · Livia Iriana · Maria Indriani · Meli · Paula Florina · Syifa Nuraini · Zefanya Hizkia                          |  |  |  |
| Nữ 6x6  | Singapore (SGP) · Priscilla Ang · Cheoh Pin · Alice Chong · Chua Yi Ying · Lee Chi Kuen · Roeswita Leono Liaw · Lim Pei Ching · Celine Lim · Ena Ng · Beverley Ong · Sheena Soh · Christina Tham | Philippines (PHI) · Jelyn Baldonado · Nandja Buenafe · Ivy Canlas · Jacklyn Joyce Chua · Mary Bridget Josef · JV Christabelle Lim · JV Kristine Lim · Karen Anne Naguit · Chari May Ongyanco · Maria Ines Templo · Johanna Uy · Micheline Uy    | Indonesia (INA) · Annisa Fabiola · Aulia Effendi · Carmelita Waluyo · Cyntia Kinasih · Geraldine Sahetapy · Josephine Suryanto · Livia Iriana · Maria Indriani · Meli · Paula Florina · Syifa Nuraini · Zefanya Hizkia                          |  |  |  |